# Kelly Braffet
Kelly Braffet, née en 1976 dans la ville de Long Beach dans la région de Californie aux États-Unis, est une romancière américaine, auteur de roman policier et de fantasy.

## Biographie
Kelly Braffet étudie au Sarah Lawrence College et à l'université Columbia, où elle rencontre en 2001 son futur mari, l'écrivain Owen King, fils du couple d'écrivains américain Tabitha et Stephen King.
Comme romancière, elle a écrit trois romans policiers, dont le très noir Sauve toi ! (Save Yourself) en 2013, récit chorale d'une jeunesse américaine marginalisée et traduit en France dans les collections Rouergue noir et Babel noir en 2015 et 2016.

## Œuvre

### SérieThe Barrier Lands
1. (en) The Unwilling, 2020
2. (en) The Broken Tower, 2022

### Romans indépendants
- (en) Josie and Jack, 2005
- (en) Last Seen Leaving, 2006
- Sauve toi !, Le Rouergue, coll. « Rouergue noir », 2015 ((en) Save Yourself, 2013), trad. Sophie Bastide-FoltzRéédition, Actes Sud, coll. « Babel noir » no 164, 2016